# 2022年內布拉斯加州州務卿選舉
2022年內布拉斯加州州務卿選舉將於2022年11月8日舉行，選舉內布拉斯加州州務卿。現任共和黨州務卿鮑勃·埃文競選連任。 沒有民主黨候選人參選。